# Ruton

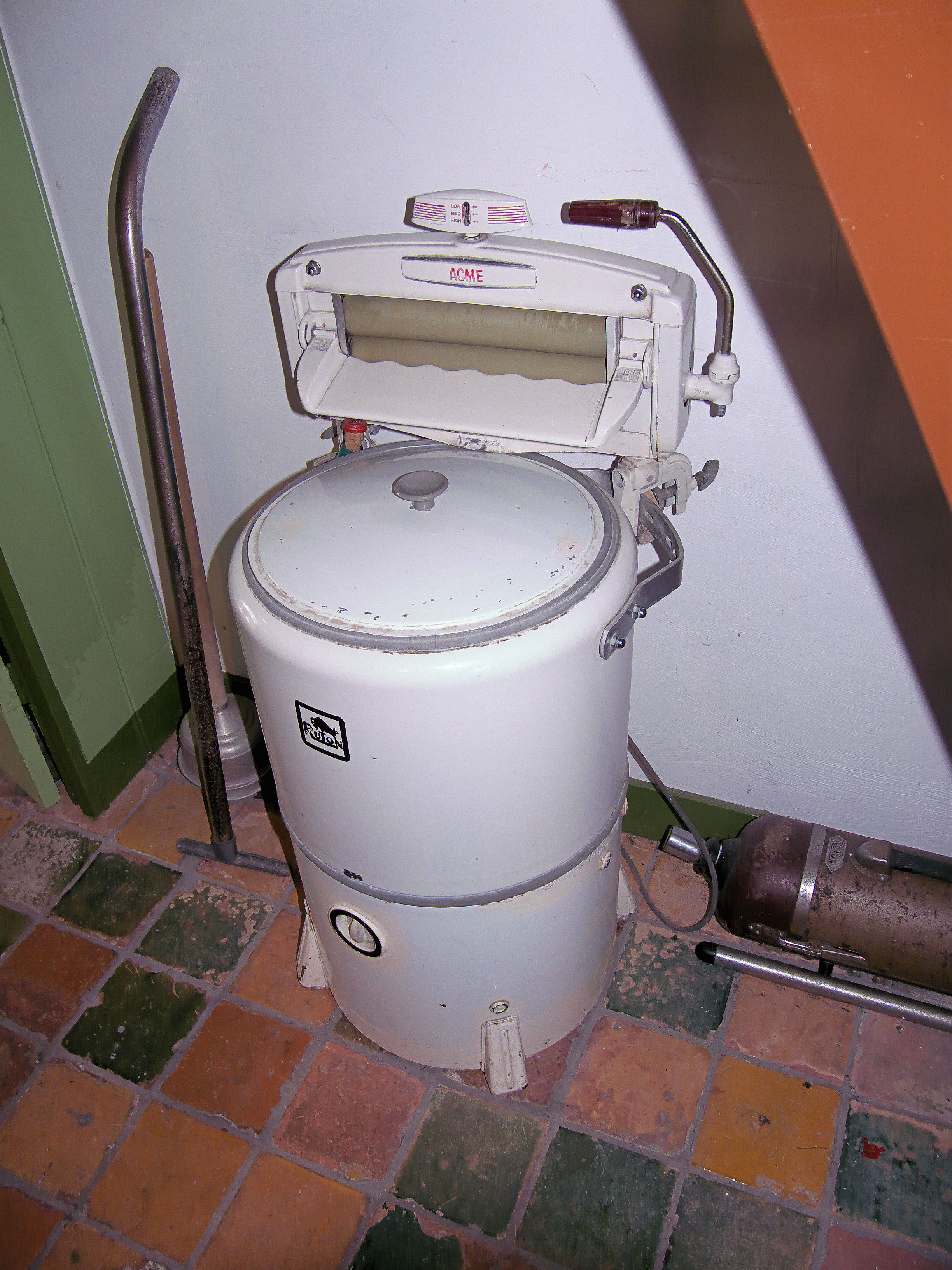
Wasmachine van Ruton

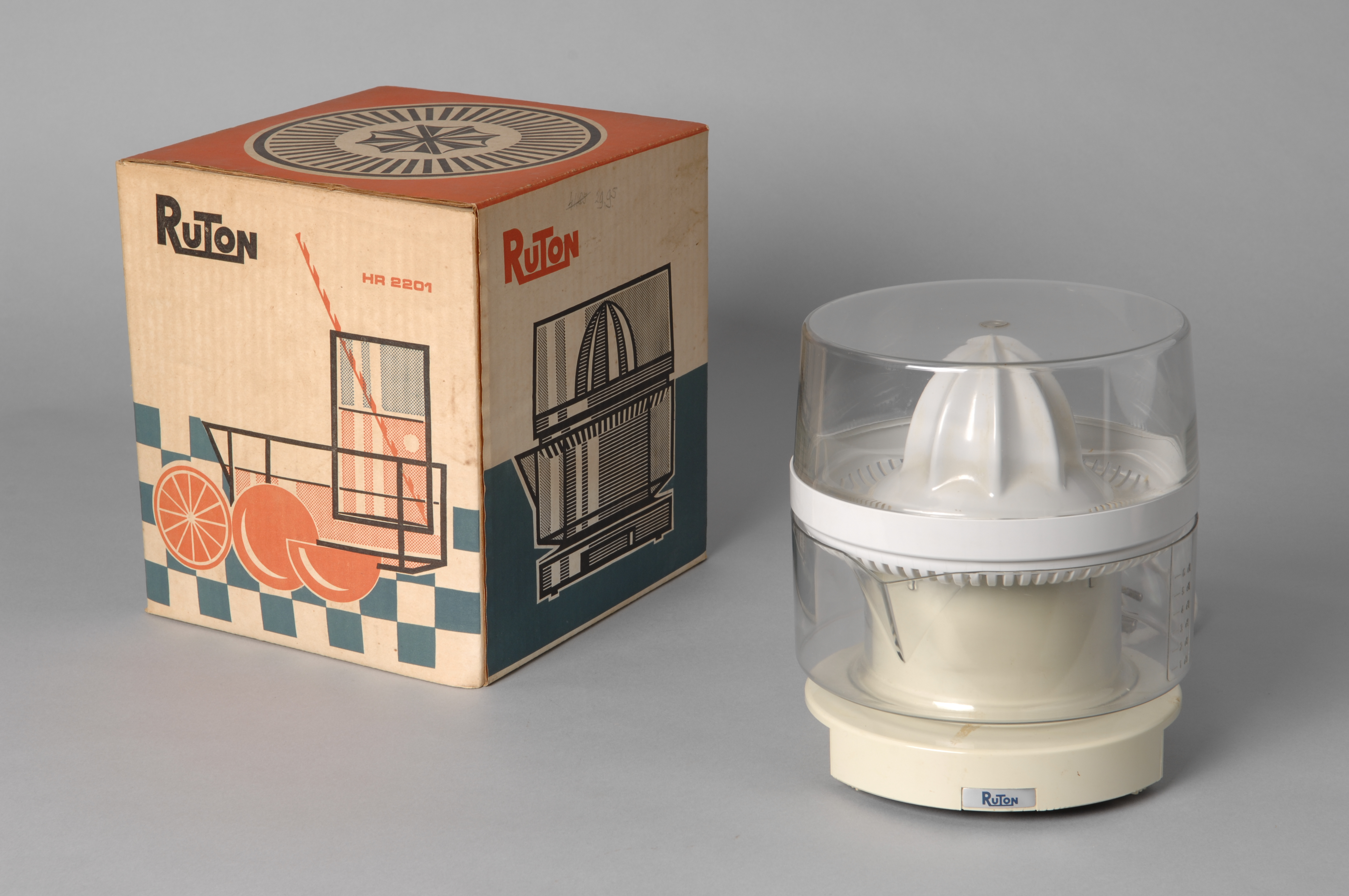
Elektrische citruspers van Ruton type HR2201

Ruton was een merk voor huishoudelijke apparaten. Het logo toonde oorspronkelijk een bizon. Het merk werd op de markt gebracht door de Thabur Industriële en Technische Handelsmaatschappij N.V. te 's-Gravenhage.

## Geschiedenis
De firma Thabur bestond reeds in 1925 en was gevestigd aan de Annastraat te 's-Gravenhage, ze had toen vijf werknemers. 

### Groei
In 1925 werd Jozeph Blik directeur van Thabur, waarna een snelle groei inzette. In 1931 waren er 50 mensen in dienst. Toen men in 1934 verhuisde naar de Zuilingstraat in Den Haag was het personeelsbestand tot 100 gegroeid en in 1938 werkten er meer dan 400 mensen. Geleidelijk aan ging het bedrijf over tot het zelf fabriceren van elektrotechnische materialen en producten zodat men minder afhankelijk werd van fabrikanten in het buitenland. Dit leidde tot een fabriek voor apparaten en metaalwaren aan de Waldorpstraat, waar onder meer de stofzuigers werden vervaardigd, en een fabriek voor verlichtingsarmaturen aan de Warmoezierstraat. De producten werden onder de naam Ruton verkocht.

### Jozeph Blik
Directeur Jozeph Blik (1895 - 1974), werd geboren in Amsterdam. Hij begon te werken in de goud- en zilverwerkenfabriek van Joseph B. Citroen en werd daarna opgeleid tot diamantwerker bij de Diamantslijperij Asscher. Blik had echter meer belangstelling voor de elektrotechniek en ging tot 1925 werken in dienst van de N.V. Bouwens & Vorkink, een handelsmaatschappij die de producten van Heemaf verkocht.

### Einde
Na de Tweede Wereldoorlog zijn onder de merknaam Ruton nog lang elektrische apparaten verkocht.  Kleine huishoudelijke apparaten zoals stofzuigers, handmixers en strijkijzers, maar ook witgoed als koelkasten, wasmachines en wasdrogers. De invloed van Philips op het bedrijf nam geleidelijk toe. Uiteindelijk was Ruton een van de Philips merken en raakte ten slotte buiten gebruik. Ook de handelsonderneming en de fabrieken bestaan niet meer.